# Sáhmárán
Sáhmárán női fejű, kígyótestű lény az indoiráni és türk folklórban. A szó a perzsa sáh (شاه) és márán (ماران, „kígyók”) szavakból áll, szó szerinti jelentése „a kígyók királya”.

## Megjelenése
Sáhmárán félig kígyó, félig asszony, két feje van, az egyik egy kígyóé, ami fallikus szimbólum lehet, a másik egy nőé. Mindkét fej koronát visel, a női félnek nyaklánca is van.

## A mitológiában
Sáhmárán története a közel-keleti irodalomban megjelenik többek között Az Ezeregyéjszaka meséiben és a Dzsámászp-náme-ben (جاماسب‌نامه). A történet főképp Anatólia keleti részén van jelen, illetve Törökország délkeleti és keleti régióiban (ahol kurd, arab, asszír és török közösségek élnek).

### Dzsámászp-náme
A történetnek számos verziója létezik.
Az egyik verzióban Sáhmárán találkozik egy Dzsámászp (جاماسپ) nevű fiatalemberrel. Dzsámászp egy barlangban reked, miután barátaival mézet akar lopni, a barátai pedig a barlangban hagyják. A férfi a barlangot felfedezve rábukkan egy járatra, mely egy olyan kamrába viszi, ahol egy gyönyörű, mitikus kert található, fehér kígyókkal és Sáhmáránnal. Sáhmárán és Dzsámászp szerelembe esnek és együtt élnek a barlangban, a kígyók úrnője pedig megtanítja a férfit a gyógynövények használatára. Dzsámászp azonban visszavágyik a felszínre, de megígéri Sáhmáránnak, hogy titokban tartja a létezését.
Eltelik több év, mikor is Tarsus királya megbetegszik és a vezír felfedez egy gyógymódot, melyhez Sáhmárán húsára van szükség. Dzsámászp elárulja az embereknek, hol él Sáhmárán. Az úrnő azt mondja nekik, főzzék meg egy agyagedényben, kivonatát adják a vezírnek, a szultán pedig egye meg a húsát. Az emberek a városba viszik Sáhmáránt és meggyilkolják. A szultán megeszi a húsát és meggyógyul, a vezír megissza a kivonatot és meghal. Dzsámászp megissza Sáhmárán levét és így hozzájut a bölcsességéhez: orvos válik belőle.

### Az Ezeregyéjszaka meséi
A kígyókirálynő története szerint egy görög filozófus fia, Hászíb Karím al-Dín beleesik egy ciszternába, de sikerül kimenekülnie és egy kígyófészekben találja magát, ahol megismerkedik a vezetőjükkel, Jamlíkhával („a kígyók királynője”). Hászíb egy idő után visszavágyik a felszínre, de a kígyók királynője figyelmezteti, hogy betér majd egy fürdőbe és ez Sáhmárán halálához fog vezetni. Hászíb megígéri, hogy sosem megy fürdőbe. ám ahogy Sáhmárán megjósolta, a férfi mégis betér egyszer egy fürdőbe, mely olyan események láncolatához vezet, melynek végén a gonosz vezír előhívja a kígyók királynőjét a rejtekéből. Sáhmárán arra utasítja Hászíbot, hogy darabolja fel őt, főzze meg és a levest ossza el három üvegcsébe. Az elsőt a vezírnek kell kapnia, Hászíbnak a másodikból kell innia. A gonosz vezír megissza az első üvegcsét és meghal, Hászíb megissza a másodikat és minden tudást megszerez. Ulrich Marzolph iszlámkutató és Richard van Leewen valláskutató szerint a Hászíb a perzsa Dzsámászp név arab nyelvű változata.

## A folklórban

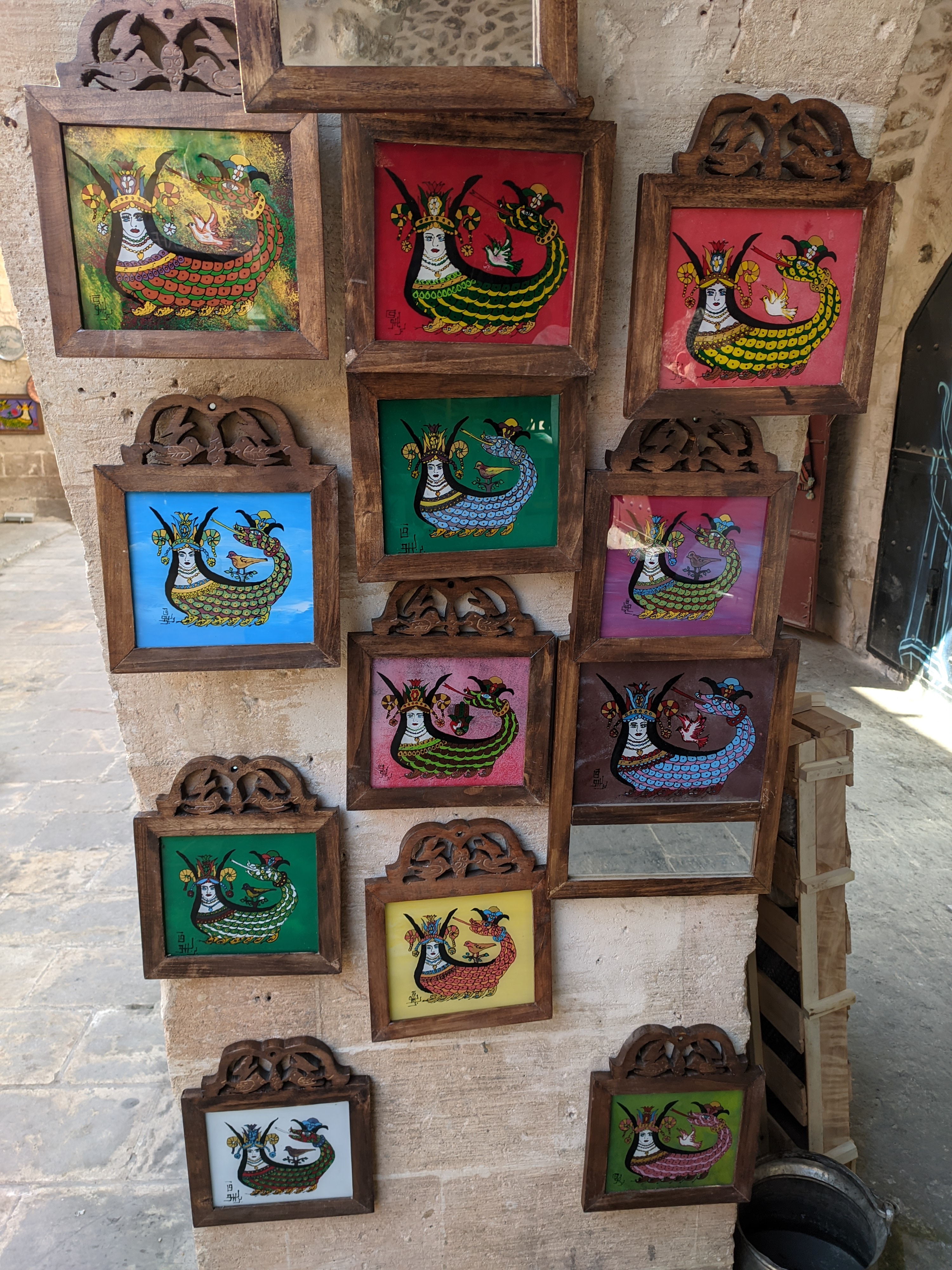
Sáhmárán képmását áruló üzlet Mardinban

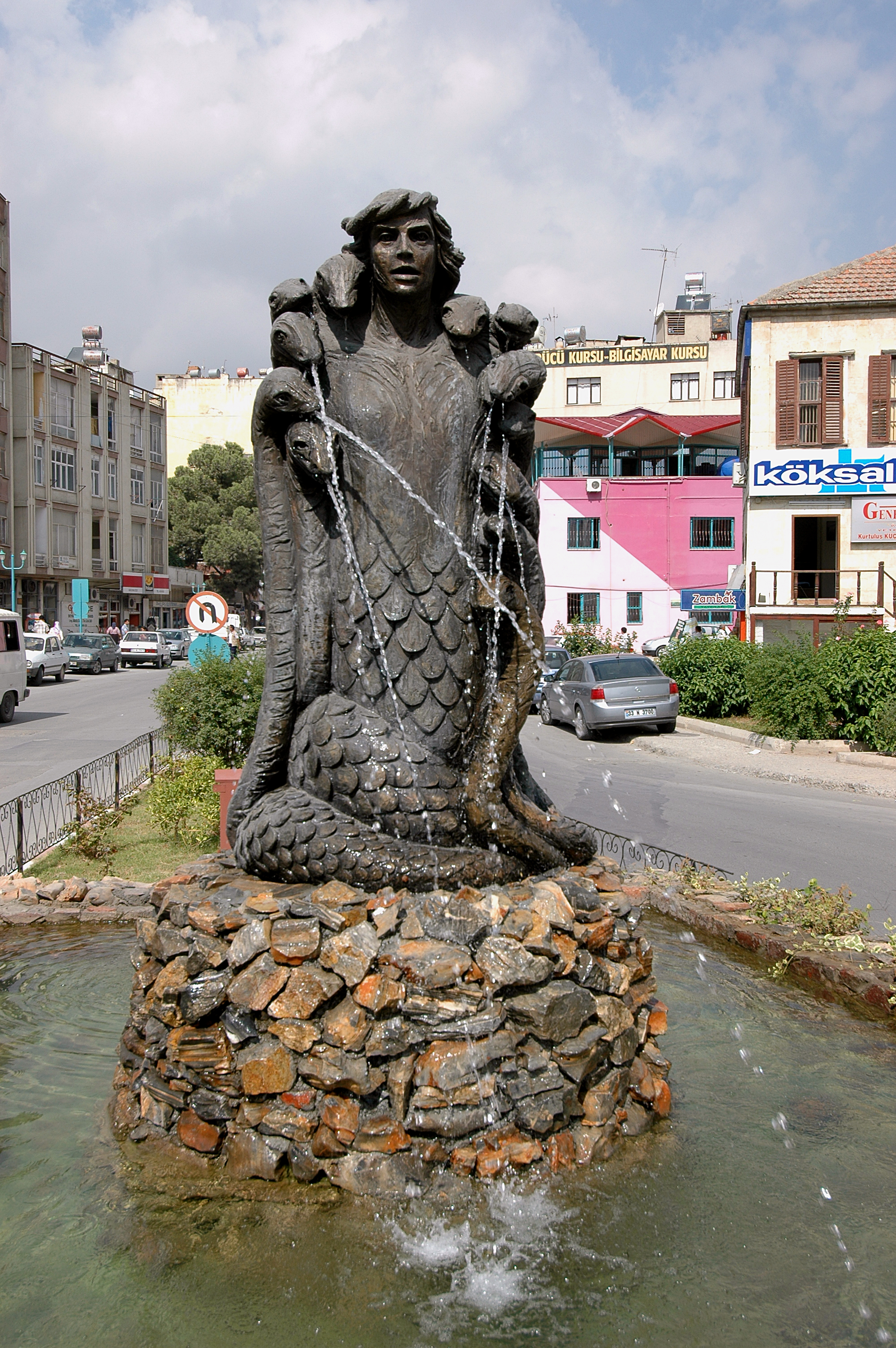
Szobra Tarsusban

### A kurd folklórban
A kurdok hagyományosan a szerencse és az erő szimbólumának tekintik a kígyókat, Sáhmárán képmását a falakon is elhelyezik, üveg vagy fém formában, de akár hímzésként is.

### Török folklór
Törökországban a hagyomány szerint Sáhmárán Tarsus városából származik, de hasonló történet megtalálható a nagy létszámú kurd és arab lakosságú Mardinban is. Ezekben a régiókban a kígyók királynőjének képmásával gyakran találkozni ékszerek, szőnyegek és hímzések formájában. Sáhmárán története és képmása nemzeti kincs Törökországban.
Wolfram Eberhard etnográfus és Pertev Naili Boratav folklórkutató létrehoztak egy klasszifikációs rendszert Typen türkischer Volksmärchen („Török népmesék katalógusa”) néven a török népmeséknek és elbeszéléseknek. Ebben TTV 57-es indexszel regisztrálták a Der Schlangenkönig Schahmeran („Sáhmárán, a kígyókirály”) típusú népmesét, hét változattal. A regiszter szerint a főhős egy szegény fiú (Cami Sap, Camesel vagy Canibis), aki az erdőben beleesik egy kútba, ahol találkozik Sáhmáránnal. Néhány év után hazatér, később a gonosz (a padisah, vagy egy varázsló) értesül Sáhmárán létezéséről és meg akarja enni. Sáhmárán arra utasítja a fiút, hogy főzze meg, az első adag levest adja a gonosznak, ő maga pedig másodikként igyon belőle. A gonosz meghal, a fiúból gyógyító válik.

### Üzbég változat
Mansur Afzalov üzbég folklórkutató szerint a történetnek létezik egy üzbég változata Ibn Szino bilan Ibn Horisz (Ибн Сино билан Ибн Хорис) címmel, melyben Ibn Szino találkozik Sohimoronnal, a kígyókirállyal a kígyófészekben. Ibn Szino is megissza a kígyóból főzött levest és mágus erőkre tesz szert általa.

## A populáris kultúrában
A törökországi és közel-keleti LMBT közösség tagjai nagyjából 2016 óta Sáhmáránt használják az LMBT-kérdések támogatásának szimbólumaként. A kígyók királynőjének képmása Zehra Doğan és Canan Şenol műveiben a kurd nők erejét szimbolizálja. 2020-ban Mardinban a városi önkormányzat kiállítást rendezett Şahmeran Mardin címmel, ahol Ayla Turan szobrait helyi művészek és üzletek dekorálták. Tarsusban szobrot is szenteltek a legendának.
Sevdaliza iráni származású holland énekesnő ISON című albumán szerepel egy Shahmaran című dal.
2023-ban török televíziós sorozat készült A kígyók úrnője címmel, melyet a Netflix vetített.

## Fordítás
- Ez a szócikk részben vagy egészben  a   Shahmaran című angol Wikipédia-szócikk fordításán alapul.  Az eredeti cikk szerkesztőit annak laptörténete sorolja fel. Ez a jelzés csupán a megfogalmazás eredetét és a szerzői jogokat jelzi, nem szolgál a cikkben szereplő információk forrásmegjelöléseként.